# Светислав Апостолов
Светислав Апостолов (на македонска литературна норма: Светислав Апостолов; на сръбски: Светислав Апостолов или Svetislav Apostolov) е балетист от Сърбия.

## Биография
Роден е на 6 август 1947 година в Скопие, тогава във Федерална Югославия. В 1965 година завършва три класа в Държавното театрално училище, отдел балет в Нови Сад. От 16 август 1965 до 15 август 1969 година играе в балетния ансанбъл на Сръбския народен театър, като първата му солова изява е в 1966 година. Апостолов успешно играе соловите роли, както класически, така и характерни. Има красив скок, бързина и лекота на движението.
Известни роли на Апостолов са Pas de trois в „Лебедово езеро“ на Чайковски, Гренгоар „Есмералда“ на Перо, Фриц и Трепак в „Лешникотрошачката“.